# Milsbeek War Cemetery
Milsbeek War Cemetery is een Brits ereveld gelegen aan de Kerkstraat in de Nederlandse plaats Milsbeek. De begraafplaats ligt achteraan op het kerkhof achter de Onze-Lieve-Vrouw van Altijddurende Bijstandkerk. 
Er liggen ruim 210 doden uit de Tweede Wereldoorlog begraven, afkomstig uit landen van het Gemenebest. De graven dateren vrijwel allemaal uit februari en maart 1945, ten tijde van de opmars Duitsland in. Onder de doden zijn mannen van de 51st (Highland) Division, de 52nd (Lowland) Division, en het 3e bataljon Irish Guards.
Op de begraafplaats staat een herdenkingskruis (Cross of Sacrifice) naar ontwerp van Sir Reginald Blomfield. Het is uitgevoerd in natuursteen, en er is een bronzen zwaard op aangebracht.
De Commonwealth War Graves Commission is verantwoordelijk voor de begraafplaats. Er is een register en een gastenboek aanwezig.

## Fotogalerij

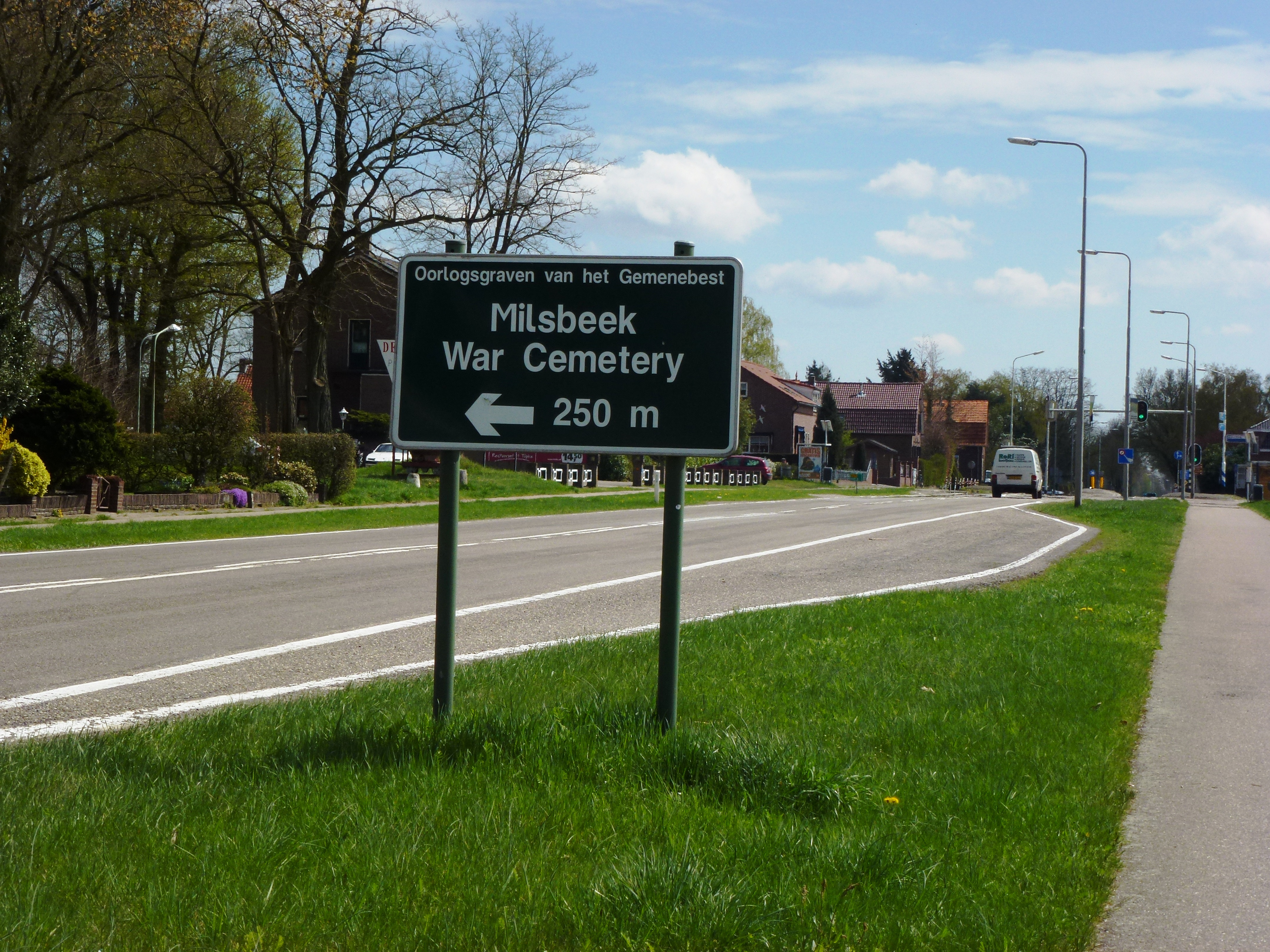
Wegwijzer naar kerkhof
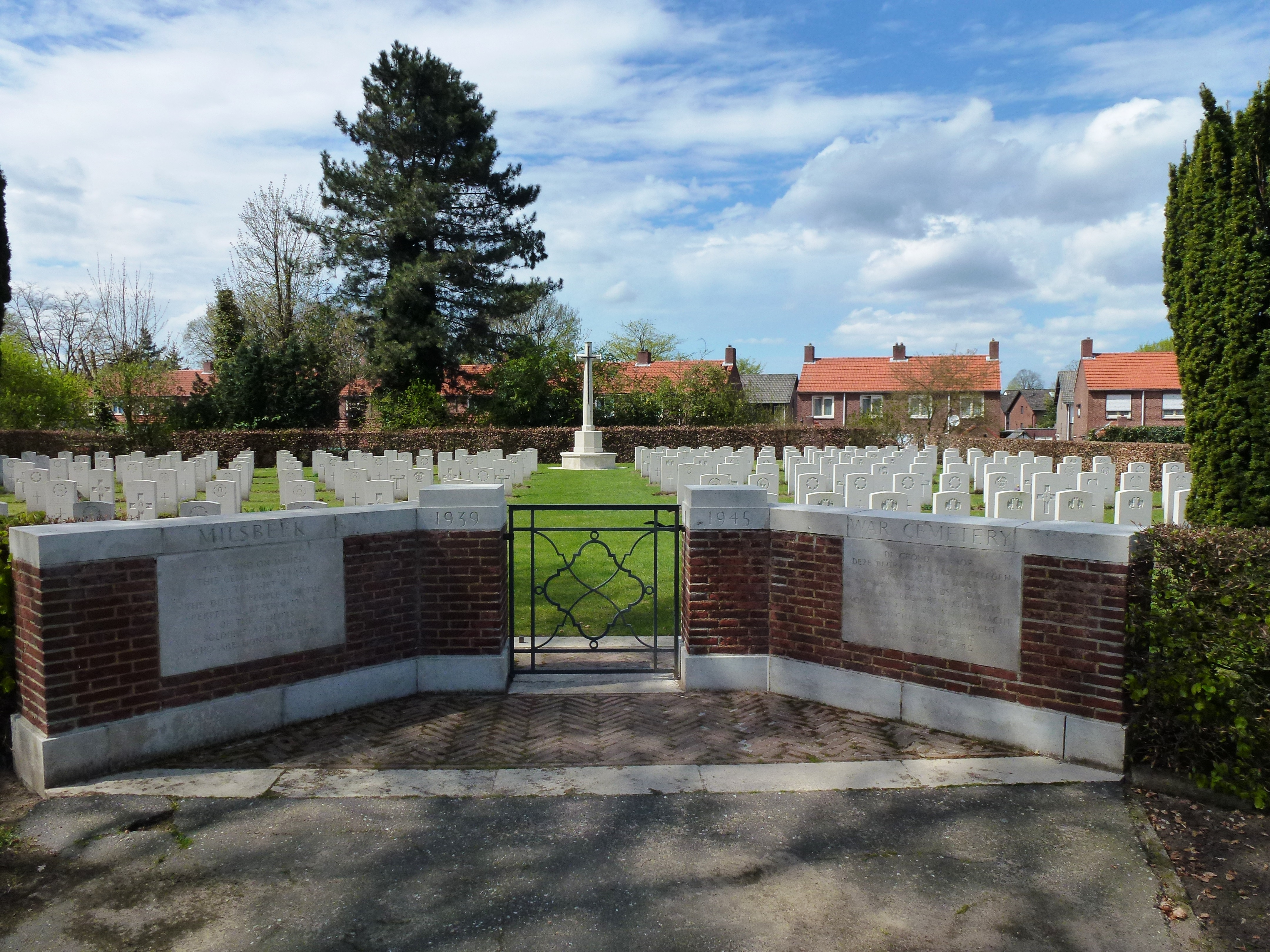
Ingang kerkhof
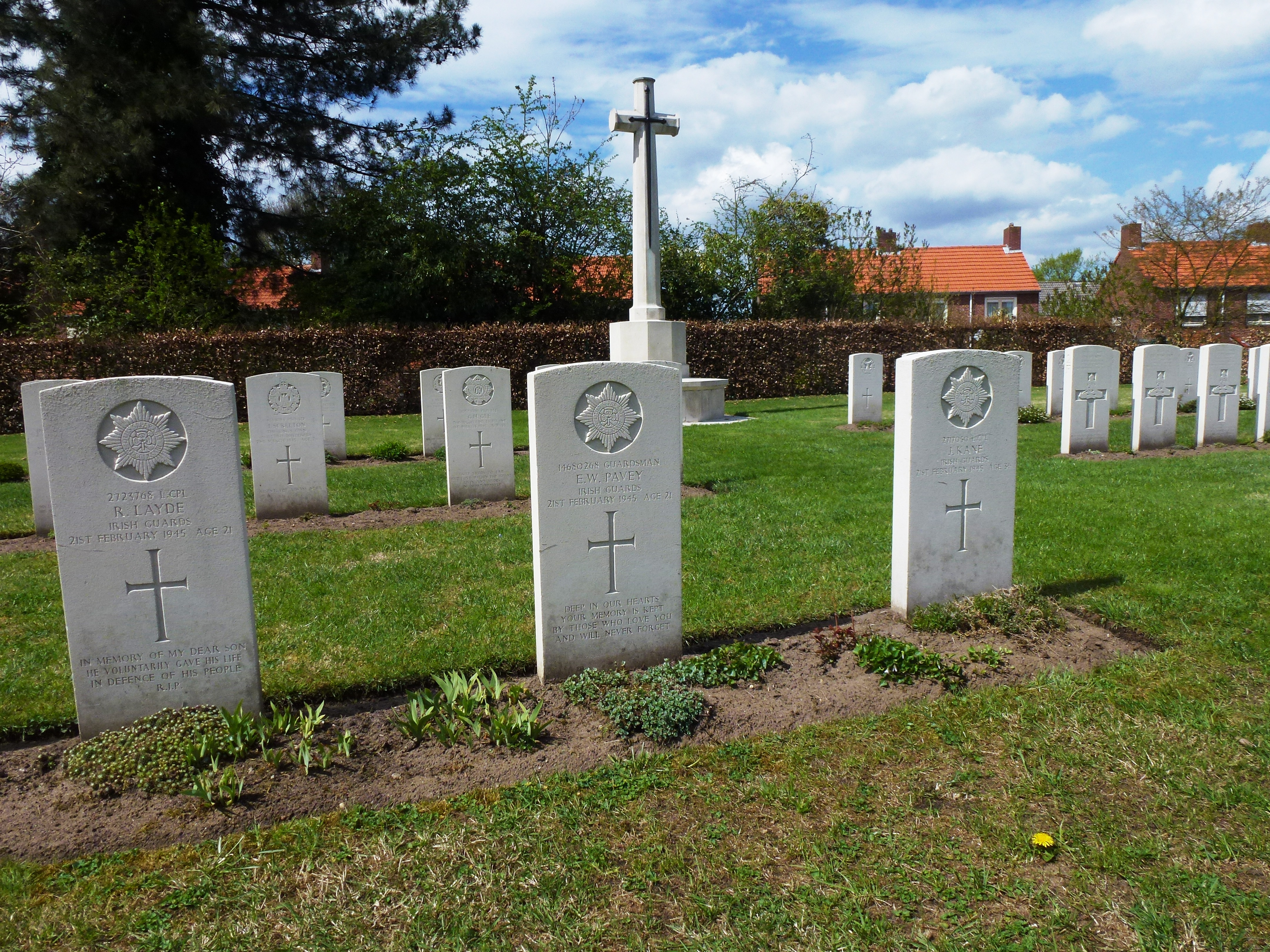
Herdenkingskruis
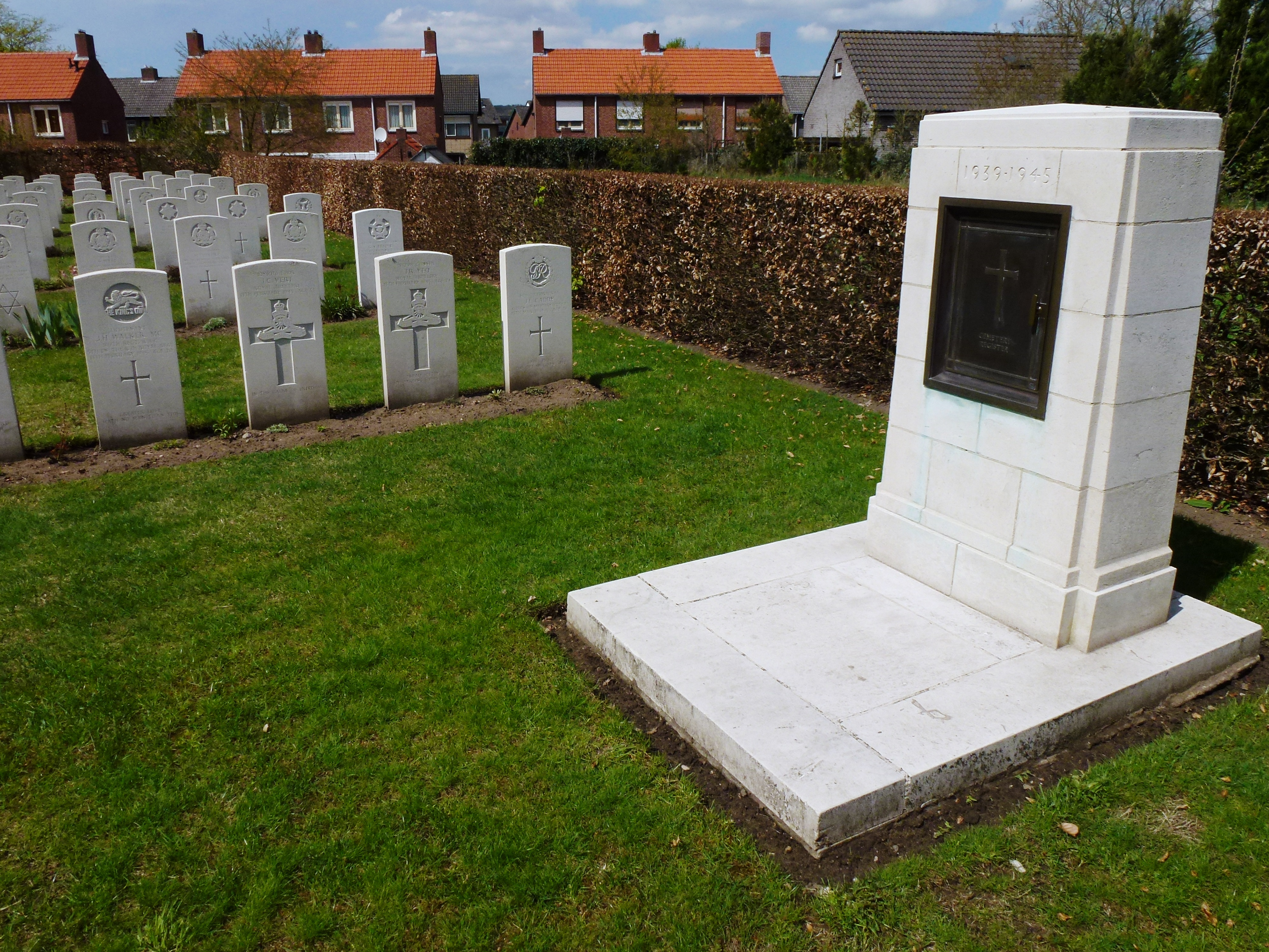
Zuil met register en gastenboek
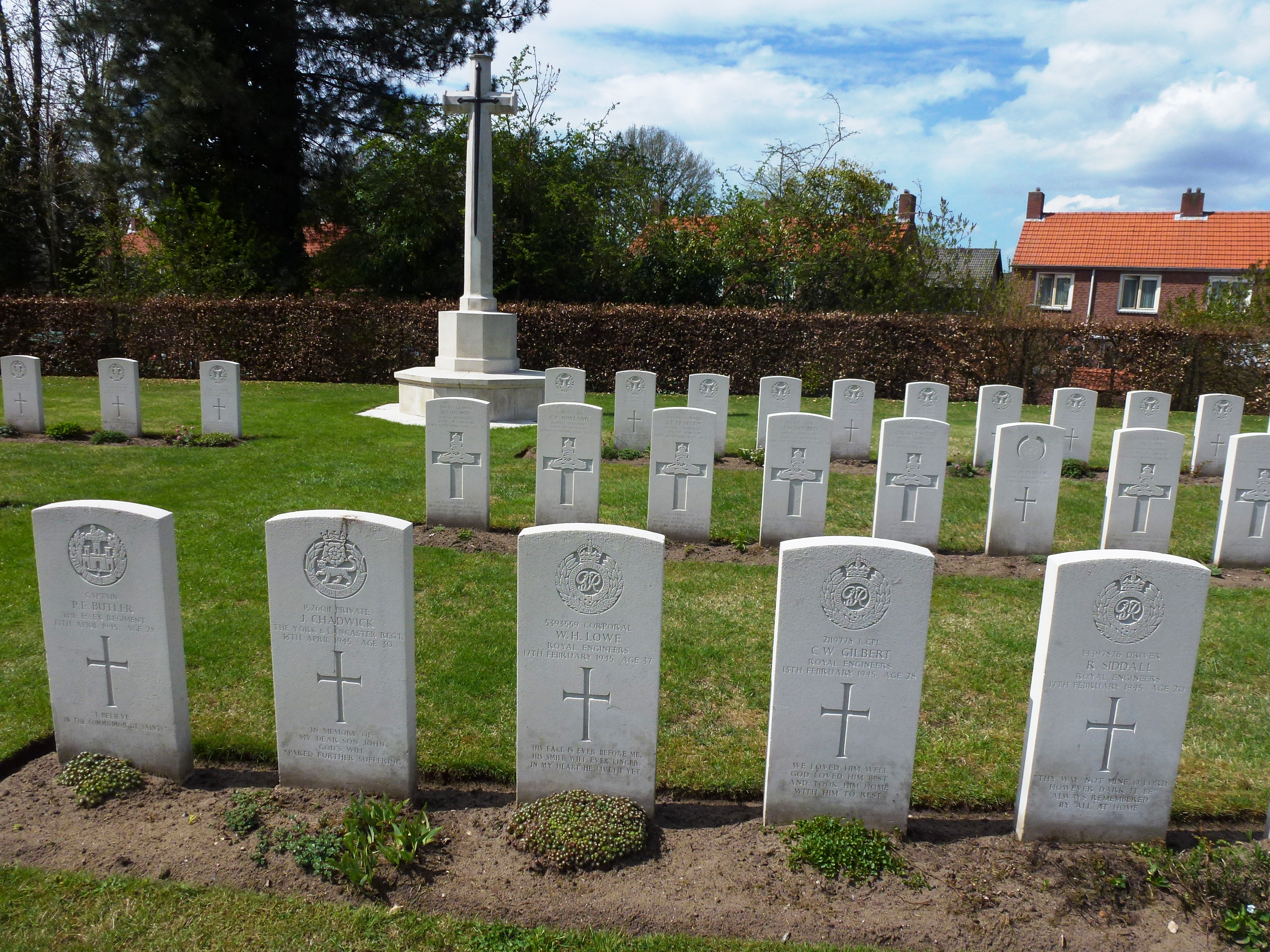
Rijen graven
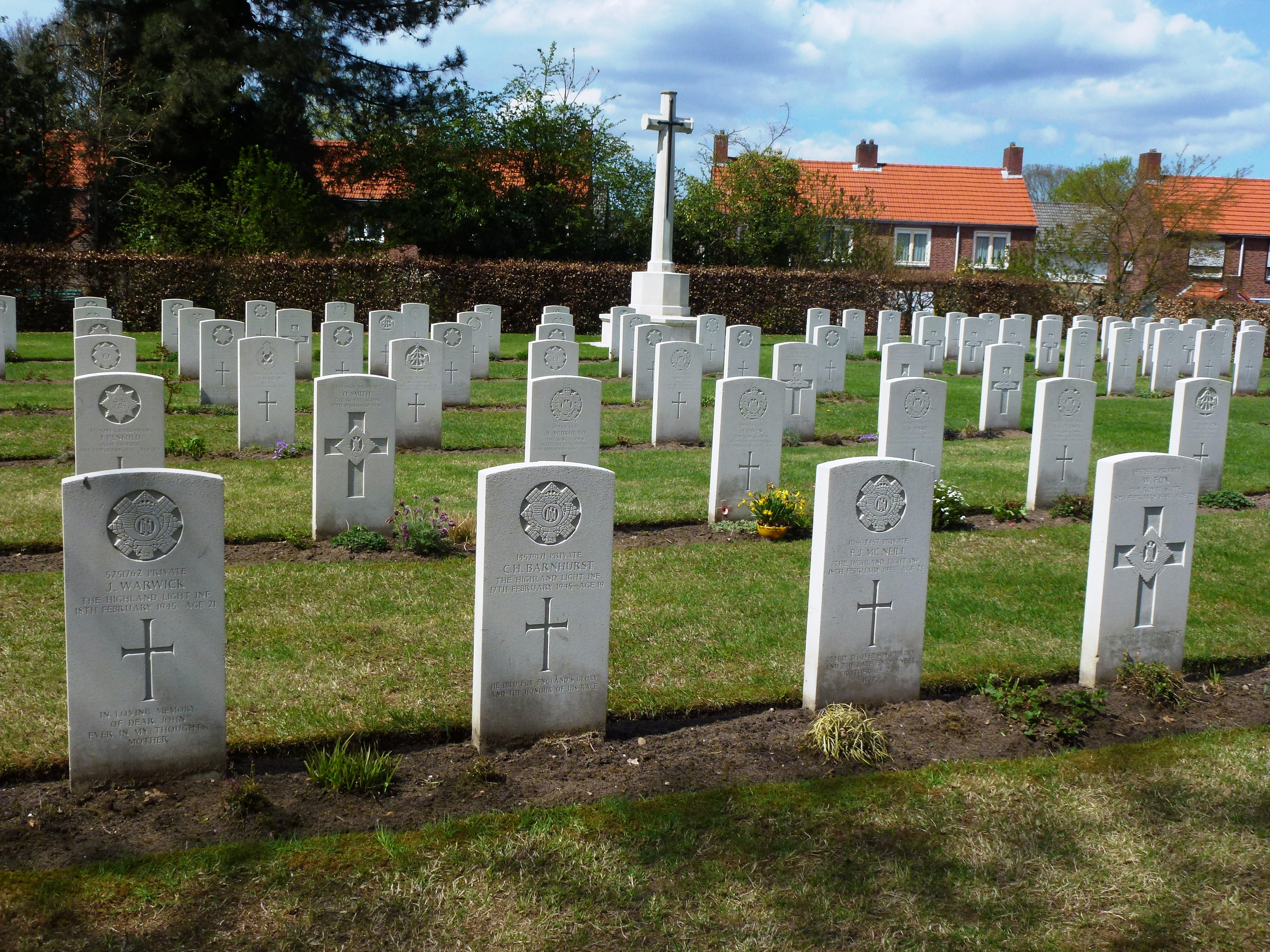
Rijen graven
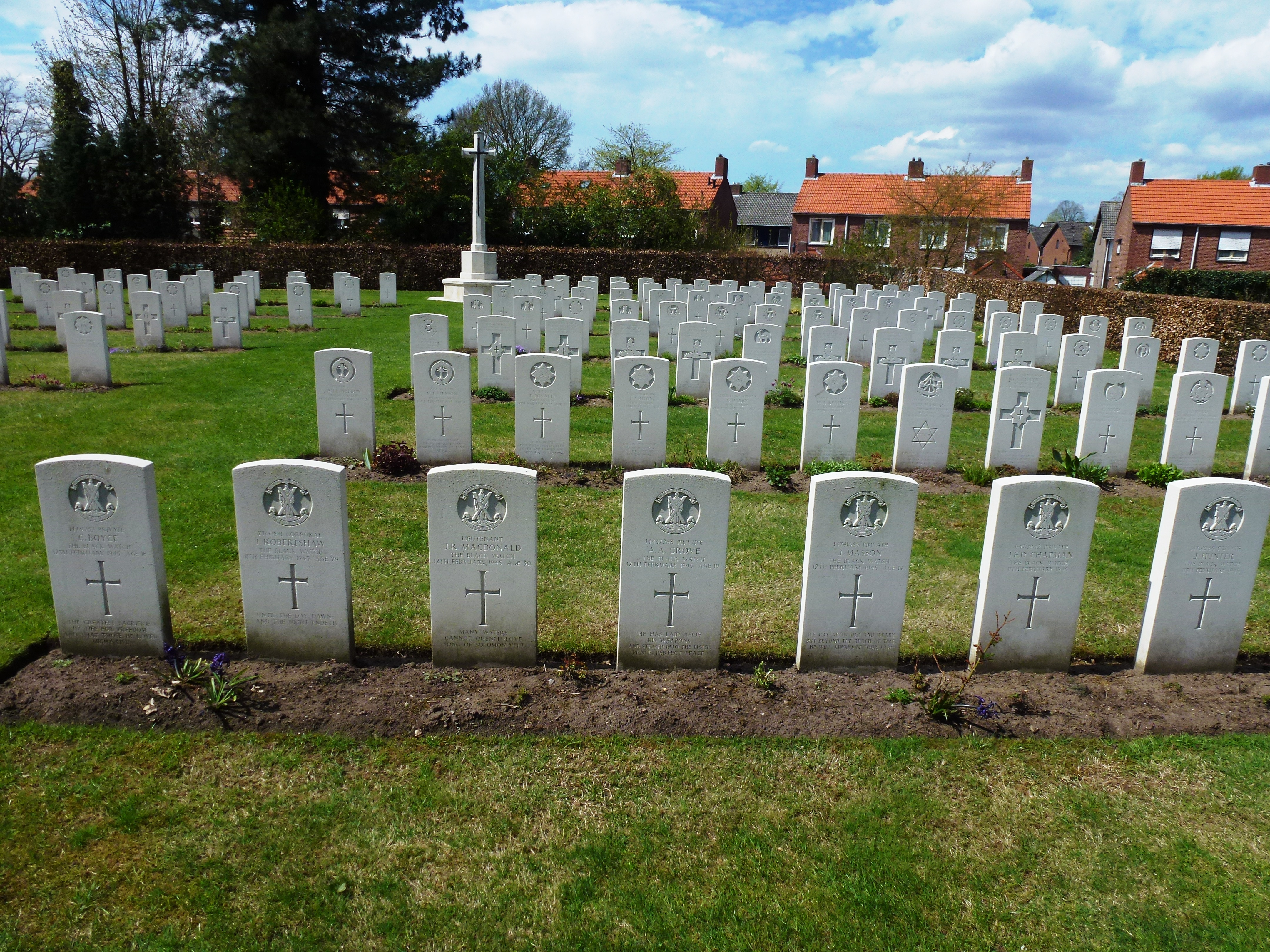
Rijen graven
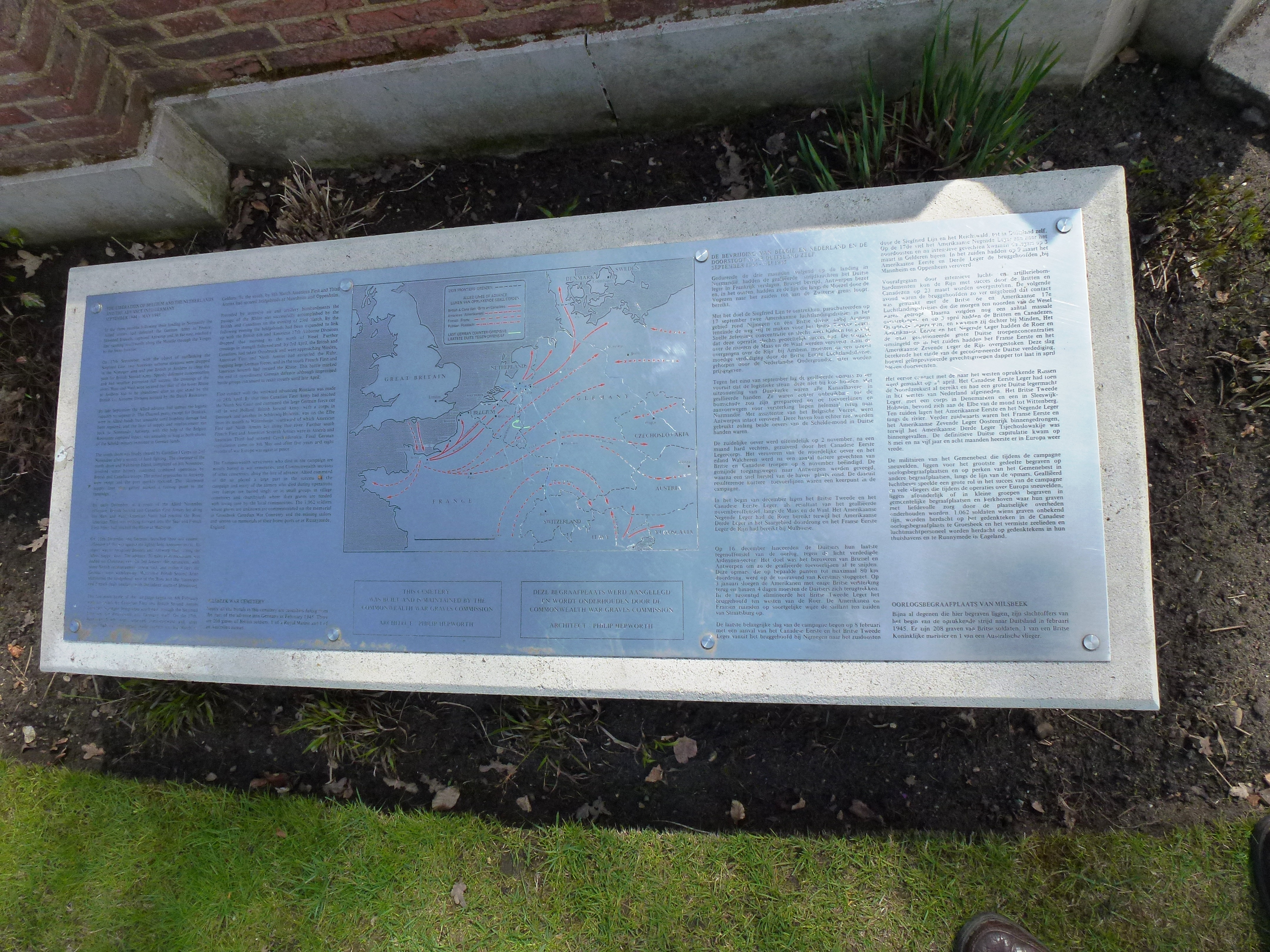
Plaquette